# Mirbelia trichocalyx
Mirbelia trichocalyx es una especie de planta floral del género Mirbelia, familia Fabaceae, orden Fabales.

## Distribución
Se distribuye por Australia Occidental.

## Taxonomía
Fue descrita por Domin y publicada en Věstník Královské České Společnosti Nauk. Třida matematicko-přírodovědecké 1921-1922(2): 28 (1923).